# Nagy csalán
A nagy csalán (Urtica dioica) az egyik legismertebb gyom- és gyógynövény. A „csalán” (csolyán) elnevezést valójában több faj gyűjtőneveként használjuk. Ezek azonban az ajakos virágú árvacsalánoktól virágszerkezetükben alapvetően különböznek. A növény pollenszórása június elejétől október végéig tart.

## Elterjedése
Egész Európában elterjedt, Magyarországon mindenütt közönséges.

## Élőhelye
Üde, nedves erdők, vágások, szurdokerdők, gyomtársulások, mocsarak. Talajigénye nitrogéngazdag, ideális számára például az ültetett akácos. A talaj nitrogéntartalmának indikátora. Kedveli a nitrogénben gazdag romtalajokat is.

## Jellemzői
Magas termetű (kb. 50–150 cm magas), csalánszőrökkel borított, szögletes hajtású, indás évelő növény. Minden szervén megtalálhatóak a csalánszőrök, amelyeknek érintése fájdalmas, égető, viszkető érzést okoz, apró kiütésekkel. Ennek oka, hogy a csalánszőrök hangyasavat tartalmaznak. A csalánszőrrel a hámszövet alá kerül a hangyasav, mely maró hatású, szúrós szagú, színtelen folyadék. Függőleges gyöktörzse szerteágazó gyökérben folytatódik, melyhez oldalra messze kúszó tarackokat is hajt. A levelek szíves-tojásdadok vagy lándzsásak, hosszan hegyesedők, durván fűrészes szélűek. A szár csoportosan nő, felálló vagy felemelkedő, üreges, négyszögletű.
A porzós virágok lecsüngő füzéreket, a termősek kis csomókat alkotnak. A növény kétlaki, a porzós és a termős virágok külön-külön egyedeken fejlődnek. Termése a makkocska, mely fénytelen szürke színű tojásdad és oldalról lapított alakú.

## Szaporodása
Kúszó gyöktörzzsel és maggal. A bimbóban ívben meghajlott porzók kinyílásakor rugalmasan felpattannak, és kis felhőként szórják szét allergén pollenjét.

## Hasznosítása, jelentősége

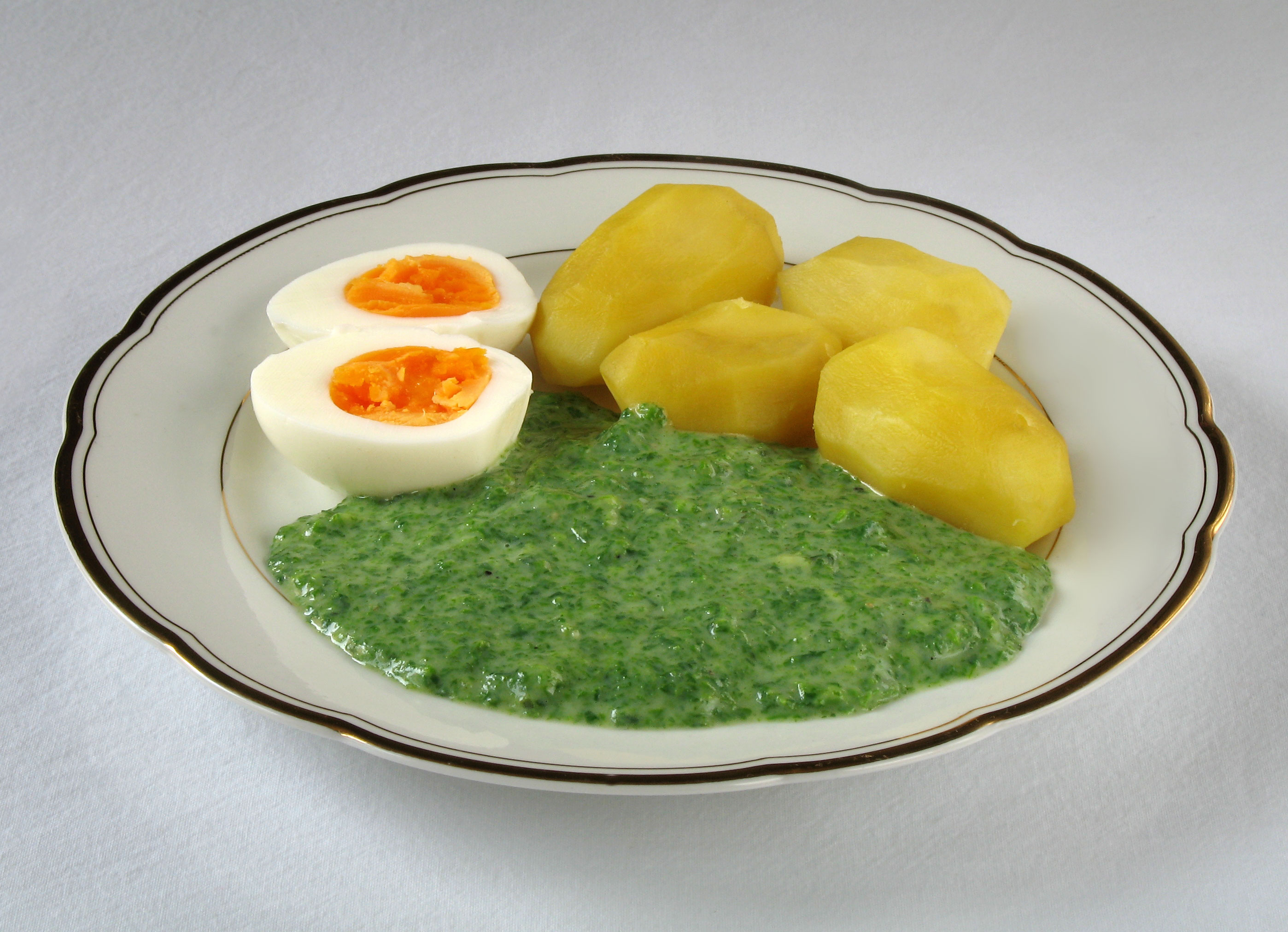
Csalánfőzelék

A csalánszőr hangyasavat, acetilkolint, szerotonint és hisztamint tartalmaz, ezért fájdalmas és égető a csaláncsípés. Fontos gyógynövény, de számos hazai lepkefaj tápnövénye is. Régebben a növény friss hajtásával ütögették a reumásokat. Teáját évszázadok óta fogyasztják ízületi betegségek ellen. Erősítő, vizelethajtó, vértisztító, tejelválasztást serkentő teakeverékek alkotórésze.
Gyökerének alkoholos kivonatát samponokba, tonikokba, egyéb hajápoló termékekbe teszik hajhullást csökkentő, hajerősítő hatása miatt.
A konyhában is használatos gyógynövény: leveleit főzelékként, zsenge hajtásait tavaszi levesekben és salátákban fogyasztják, sőt néha sörhöz is használják fűszerként. Gyökere és levelei vizelethajtó és gyulladáscsökkentő hatásúak. Leveleit gyakran alkalmazzák epe- és májbántalmakra is. Az egész növényből kisajtolt nedv kitűnő tavaszi tisztítókúrákhoz, az egész kiválasztó szervrendszert felpezsdíti.
A középkorban háborús időkben a kendert helyettesítették vele, belőle készítettek fonalat és szövetet. Levelének gyűjtési ideje március-április, gyökérzetét pedig ősszel vagy tavasszal szokás gyűjteni.

## Nagy csalán galéria

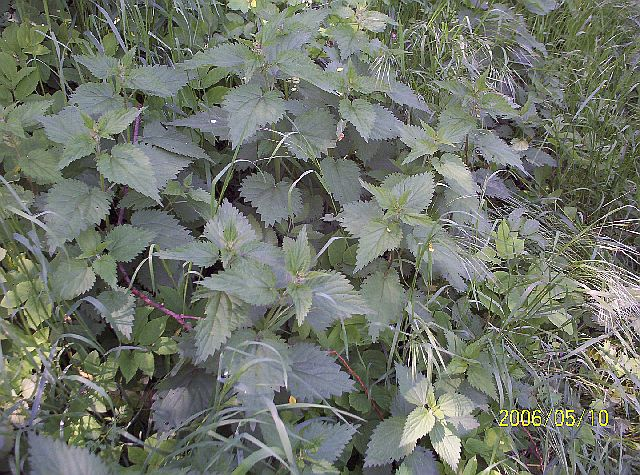
Nagy csalán a Galla-patak partján
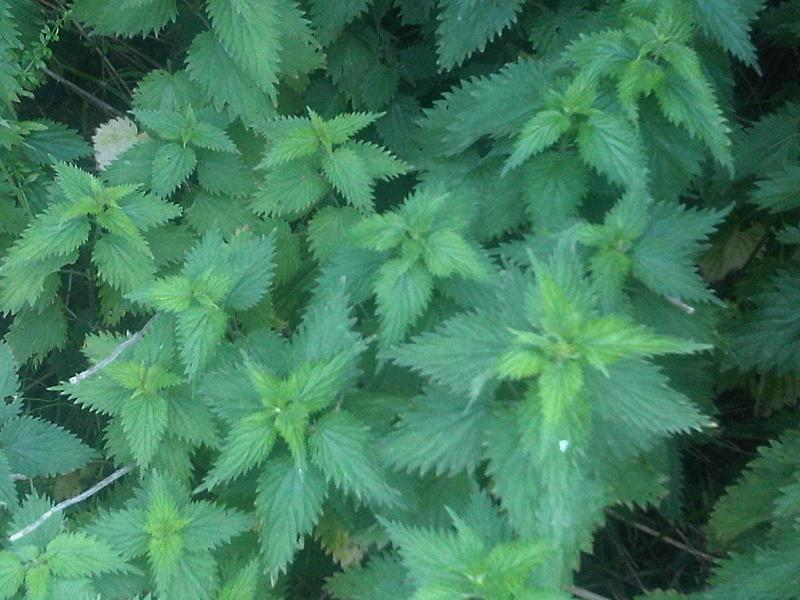
a WWT London Wetland Centre-ben
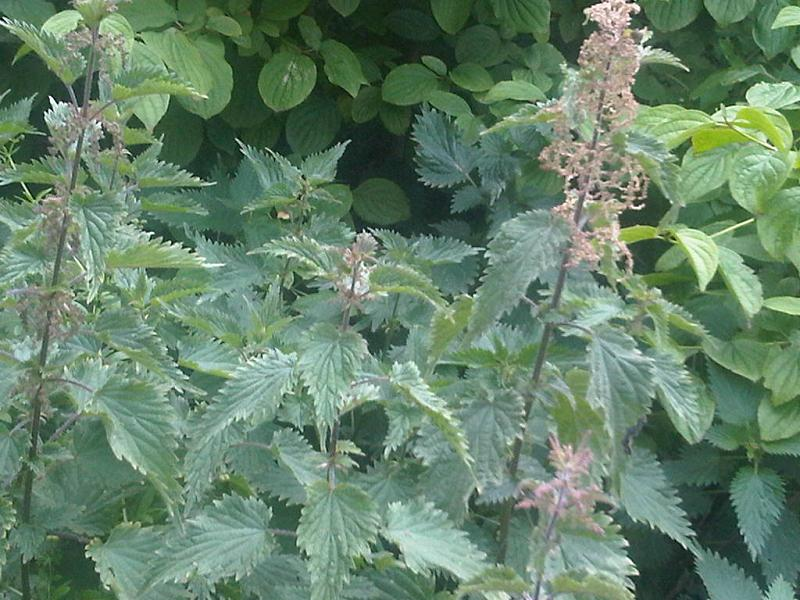
kivirágozva
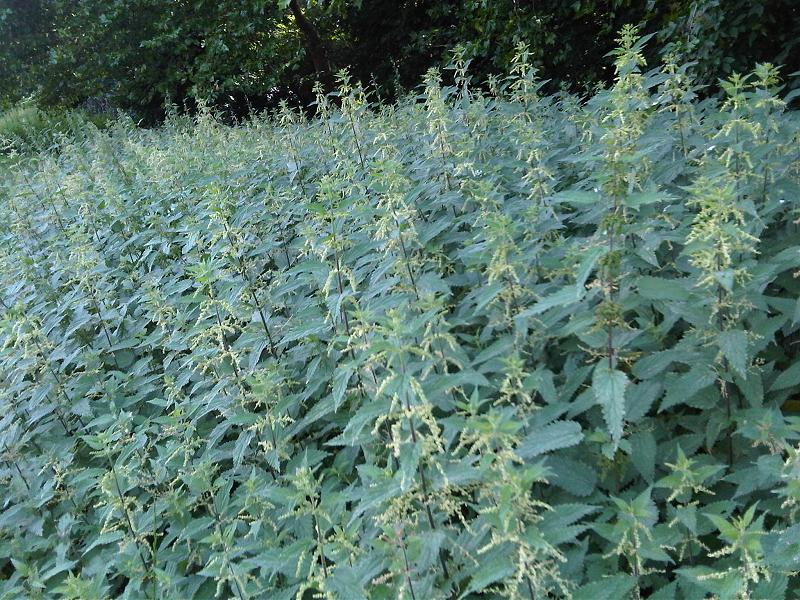
telepe
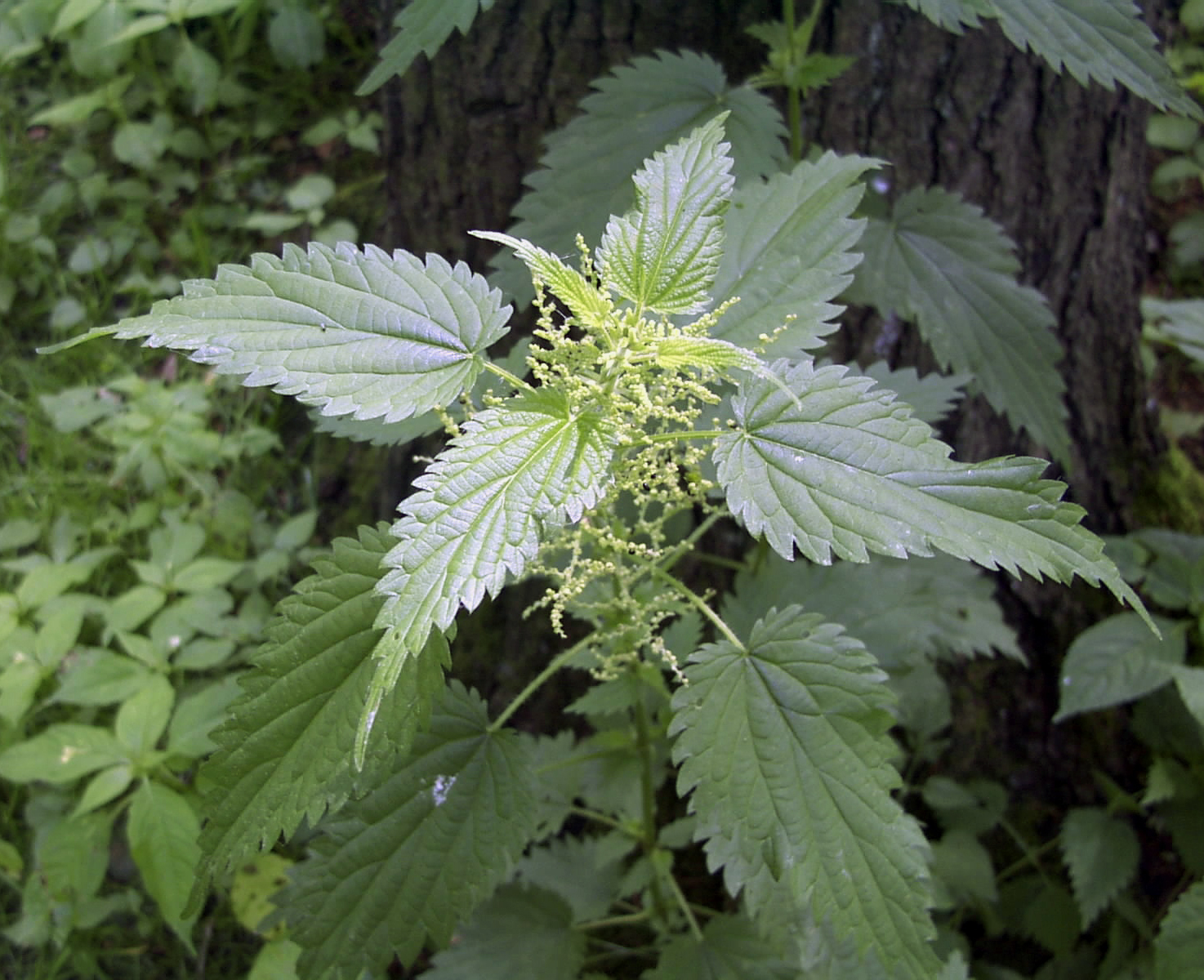
A növény jellegzetes képe
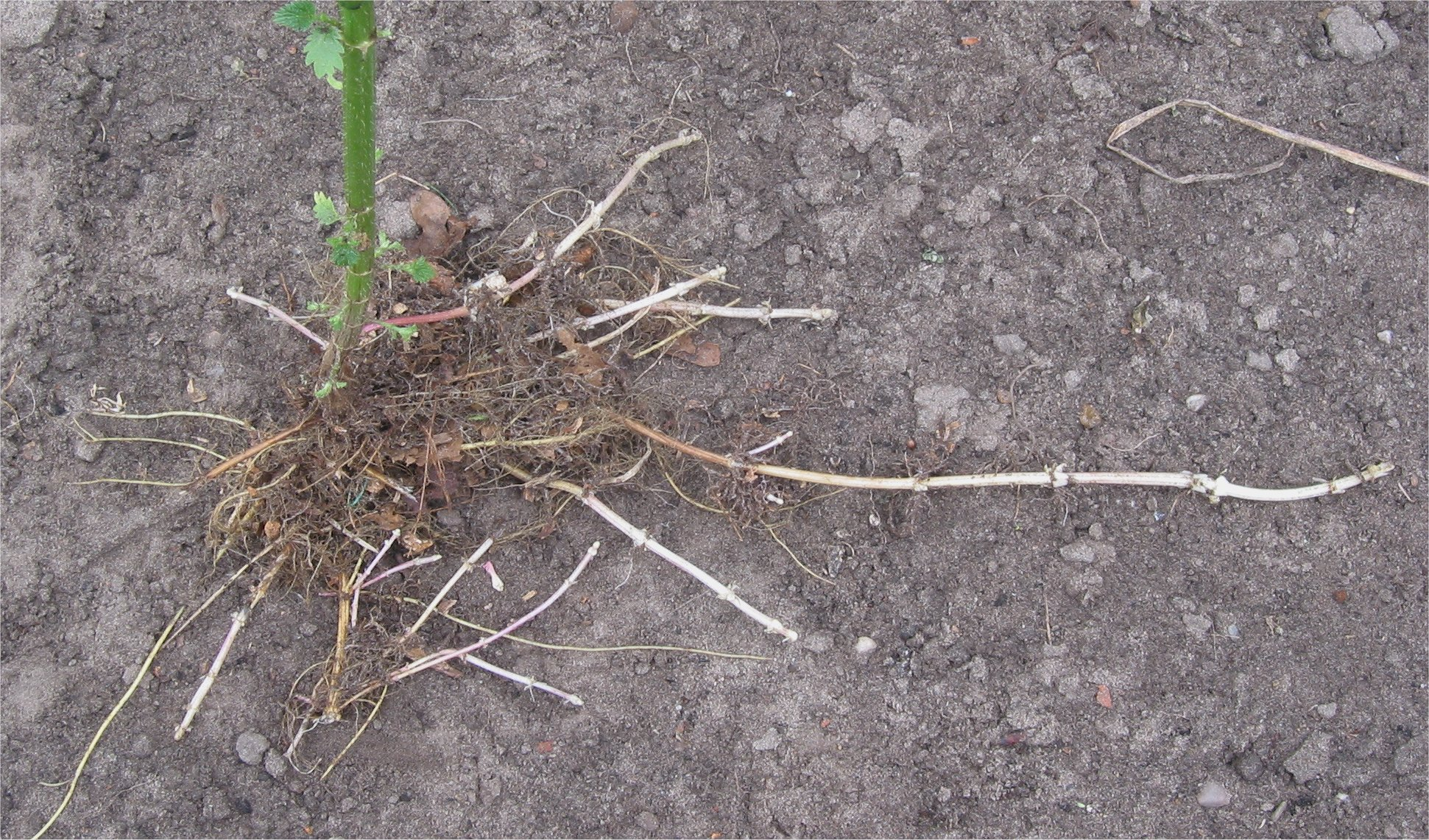
A növény gyökérzete
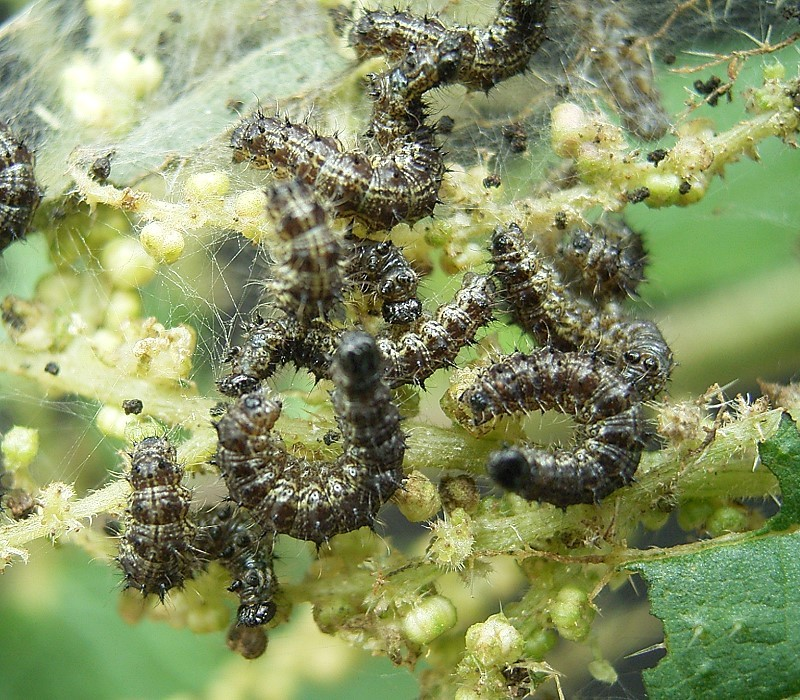
Kis rókalepke hernyói a csalánon